# Abandonware

Abandonware-Logo der Webseite abandonware.org:
Verbotsschild einer Szene, in der Pac-Man als Symbol für ein Abandonware gewordenes Retrospiel achtlos im Mülleimer entsorgt wird, in Anspielung auf den Umgang mit digitalen Klassikern bei der Atari-Auflösung 1996.

Als Abandonware (englisch abandon „aufgeben“, „verlassen“) bezeichnet man (meistens kommerziell entwickelte) Software, die ein Hersteller nicht mehr vertreibt und für die er keine technische Unterstützung mehr anbietet. Es besteht somit z. B. keine Möglichkeit mehr, direkt vom Hersteller Ersatz für beschädigte Datenträger zu erhalten oder Serviceleistungen des Herstellers in Anspruch zu nehmen.
Ein verwandter Begriff ist der des verwaisten Werks – ein urheberrechtlich geschütztes Werk, dessen Rechteinhaber nicht mehr ausfindig gemacht werden kann.

## Problembeschreibung
Der Produktlebenszyklus einer Software sieht häufig vor, dass das Programm ab einem gewissen Zeitpunkt sein End of life erreicht. Damit werden i. d. R. sowohl der (kommerzielle) Vertrieb als auch ein weiterer Support eingestellt. Typischerweise passiert das dann, wenn bei einem Produkt kein Umsatz mehr zu erwarten ist, der die Kosten übersteigt, oder weil das Produkt an sich durch ein Nachfolgeprodukt abgelöst wurde (möglicherweise aufgrund geplanter Obsoleszenz). Manchmal ist der Grund für das Entstehen von Abandonware auch die Insolvenz eines Herstellers oder der Verlust der Rechte bzw. unklare Rechtsverhältnisse bei einer Software.
Ein Softwareanwender, der aufgegebene Software weiterverwenden will, kann dadurch in Probleme geraten, da das Produkt nicht mehr gepflegt wird, also keine Fehler mehr behoben oder Kompatibilitätsanpassungen für neue Hardware oder Betriebssysteme vorgenommen werden.
Wird eine Software zu Abandonware, kann das im Extremfall zu Verlust des Original-Quelltextes führen, da dann häufig die Datensicherungsmaßnahmen in den Firmen heruntergefahren werden, falls überhaupt existierend. Ein Beispiel ist die Schließung der Atari Corporation 1996, bei der der Original-Quelltext einiger Meilensteine der Computerspielgeschichte, wie Asteroids oder Centipede, auf dem Müll landete und damit der Nachwelt unwiderruflich hätte verloren gehen können.
Verschärft wird die Problematik der Erhaltung und Langzeitarchivierung von Software dadurch, dass physische digitale Medien (Disketten, optischer Datenspeicher, Festplatten) im Vergleich zu anderen Medien (Büchern etc.) nur kurze Lebenszeiten besitzen, notwendige Hardware, Formate und Techniken schnell veralten, sowie durch restriktive Kopierschutzmechanismen. Wenn Software nur in einer DRM-gesicherten Form der digitalen Distribution oder als SaaS vorliegt, führt ein Abschalten der bereitstellenden Server sofort zur Nicht-Verfügbarkeit von Software.
Auch kann die fehlende Verfügbarkeit von Software und des dazugehörigen Quelltextes zu einem Problem für die Software-Archäologie und die Erforschung der Softwareentwicklungsgeschichte werden.

## Arten
Der Begriff „Abandonware“ wird weitläufig für mehrere Arten von Software, welche nicht mehr vertrieben und unterstützt wird, verwendet:
- (kommerzielle) Software, deren Rechte und/oder Quelltext bei einer nicht mehr existierenden Firma liegen,
- (kommerzielle) Software, deren Rechte bei einer existierenden Firma liegen, diese aber kein Interesse an einem Support hat,
- (kommerzielle) Software einer weiter existierenden Firma, welche Weiterentwicklung und Support leisten will, dieses aufgrund verlorener oder fehlender Rechte jedoch nicht darf,
- quelloffene Software, welche keinen Maintainer mehr besitzt.

## Reaktionen auf die Nicht-Verfügbarkeit

### Abandonware-Webseiten
Im World Wide Web gründeten sich um 1997 herum die ersten Websites, die sich des Problems der Nichtverfügbarkeit dieser Software unter dem Titel „Abandonware“ annahmen, diese Software archivierten und zum Herunterladen anboten. Man grenzt sich dabei von den sogenannten Warez-Seiten moralisch insofern ab, als man den finanziellen Schaden für Herstellerfirmen als geringfügig einschätzt und vor allem eine archivarische Funktion für die Allgemeinheit (aber auch die Herstellerfirma selbst) wahrnehme, um digitale Werke vor dem endgültigen Verschwinden zu bewahren.
Als Begründer des Begriffs „Abandonware“ wird häufig Peter Ringering genannt, welcher den Webring Abandonware Ring im Februar 1997 gründete. Ringering suchte Webseiten, die sich mit klassischen Spielen beschäftigten, kontaktierte deren Webmaster und formte so allmählich den Webring, mit dem zentralen Hub abandonwarering.com, welcher alle Seiten zum Suchen indiziert hatte. Im Oktober 1997 versandte die Interactive Digital Software Association Abmahnungen an alle Seiten des Abandonware-Rings, was dazu führte, dass die meisten abgeschaltet wurden. Als unbeabsichtigter Nebeneffekt (auch Streisand-Effekt genannt) führte dies jedoch zur Gründung einer zweiten Generation von Abandonware-Webseiten, deren Anzahl schon bald die ursprüngliche übertraf. Bekannte und umfangreiche Abandonwareseiten der zweiten Generation, die Ende der 1990er entstanden sind, sind Home of the Underdogs und Abandonia.
Von Beginn an lag das Hauptaugenmerk der meisten Abandonware-Seiten auf alten Computer- und Videospielen. Die Bandbreite erstreckt sich dabei von alten Spielkonsolen wie dem Atari 2600 bis zu den Computern der frühen 1990er Jahre, etwa dem Amiga und dem IBM-PC.
Trotz immer vorhandener Bestrebungen innerhalb der Szene, zu Einigungen mit den Softwarefirmen zu kommen oder Einfluss auf die Gesetzgeber zu nehmen, um aus der Illegalität herauszutreten, wurden solche Pläne bis heute nicht ernsthaft in Angriff genommen, und die Betreiber von Abandonware-Seiten agieren somit weiterhin im Bewusstsein, das Urheberrecht zu verletzen. Umgekehrt gibt es auch durchaus Sympathien einzelner Entwickler für Abandonware-Seiten, da diese dafür sorgen, dass ihre Werke Beachtung finden können und nicht in Vergessenheit geraten.

“[…] personally, I think that sites that support these old games are a good thing for both consumers and copyright owners. If the options are (a) having a game be lost forever and (b) having it available on one of these sites, I'd want it to be available. That being said, I believe a game is 'abandoned' only long after it is out of print. And just because a book is out of print does not give me rights to print some for my friends.”

“Is it piracy? Yeah, sure. But so what? Most of the game makers aren't living off the revenue from those old games anymore. Most of the creative teams behind all those games have long since left the companies that published them, so there's no way the people who deserve to are still making royalties off them. So go ahead--steal this game! Spread the love!”

“If I owned the copyright on Total Annihilation, I would probably allow it to be shared for free by now (four years after it was originally released)”

### Freigabe durch Rechteinhaber
Manchmal wird eine ehemals kommerzielle vertriebene Software später durch den Rechteinhaber nicht-kommerziell wieder verfügbar gemacht, teilweise als Promotionaktion für eine neue Software, teilweise weil die Benutzergemeinde ihn von dem Bedarf einer Verfügbarkeit überzeugen konnte (z. B. Kunst- oder Meilensteincharakter von Computerspielen). Spiele, die von deren Rechteinhabern zur (meist nichtkommerziellen) Nutzung und Verbreitung freigegeben wurden, verlieren damit formal den Status als Abandonware und sind – je nachdem –, Freeware, freie Software, Public Domain oder unter eigenen Lizenzen veröffentlicht. Sie sind aber dennoch häufig auf Abandonwaresites zu finden. Beispiele hierfür sind etwa „Beneath a Steel Sky“ oder „Flight of the Amazon Queen“ oder auch Amstrad und viele Borland-Produkte.

### Langzeitarchivierungsinitiativen

#### Internet Archive
Das Internet Archive hat 2004 begonnen, ein digitales Archiv für „Vintage Software“ anzulegen, um diese für die Zukunft über Langzeitarchivierung zu erhalten. Für dieses Projekt musste um eine Ausnahme vom Digital Millennium Copyright Act der Vereinigten Staaten ersucht werden, um einen eventuell vorhandenen Kopierschutz umgehen zu dürfen. Diese wurde 2003 für einen Zeitraum von drei Jahren genehmigt. Die Ausnahme wurde 2006 erneuert und wurde unbeschränkt verlängert, bis es zu weiteren Gesetzesanpassungen kommt. Das Internet-Archive stellt diese Software jedoch nicht zum Download zur Verfügung, da die Ausnahmegenehmigung nur für den alleinigen Zweck der „archivarischen Erhaltung von digitalen Werken“ gilt. 2013 begann das Internet Archive jedoch damit, Spieleklassiker als spielbares Browser-Streaming via MESS-Emulation anzubieten, z. B. das Atari-2600-Videospiel E.T. the Extra-Terrestrial. Ab 23. Dezember 2014 werden zu Lehr- und Forschungszwecken mithilfe von DOSBox-Emulation im Browser auch Tausende von archivierten, klassischen DOS-Computerspielen präsentiert.

#### Library of Congress
Die Library of Congress der Vereinigten Staaten begann ungefähr ab 2006 mit der organisierten Archivierung von Computerspielen. Im September 2012 umfasste die Sammlung 3.000 Spiele vieler Plattformen und 1.500 Strategieführer. Beispielsweise im August 2014 konnte die Library of Congress an den Quelltext und Daten des nicht-veröffentlichten und verloren geglaubten Spiels Duke Nukem: Critical Mass gelangen und dieses archivieren.

#### Europäische Archivierungs-Initiativen
Ein weiterer Ansatz ist das Keeping Emulation Environments Portable Projekt, welches versucht, Langzeitarchivierung und -verfügbarkeit über virtualisierte Emulatoren zu erzielen. Dieses ist ein von der EU mitfinanziertes EU-Forschungsprojekt (7. Forschungsrahmenprogramm) und wurde vom Computerspielemuseum Berlin erstmals im September 2008 vorgestellt. Es soll die Langzeitverfügbarkeit digitaler Objekte verschiedener Art in ihrem originalen Kontext durch die Integration bestehender und neu erschaffener Emulatoren in ein sogenanntes Emulation Framework gewährleisten.
2012 hat sich eine Gruppe europäischer Museen und Organization zur European Federation of Game Archives, Museums and Preservation Projects (EFGAMP) zusammengeschlossen, um das Computerspielerbe zu bewahren.
In Japan gibt es seit Jahren ähnliche Bemühungen.

#### ICHEG
Seit circa 2009 verfolgt das International Center for the History of Electronic Games, kurz „ICHEG“, die Computerspiel-Präservation über fünf Aspekte: Original-Software und -Hardware, Marketing-Materialien und Publikationen, Produktionsaufzeichnungen, Spiel-Aufzeichnungen und schlussendlich der Quelltext des Spiels. Im Dezember 2013 übergab der SSI-Gründer Joel Billings einige SSI-Spiele mit Quelltext dem ICHEG-Museum zur Archivierung. 2014 erhielt das ICHEG eine Sammlung Brøderbund-Spiele als auch eine „praktisch vollständige“ Atari Arcade-Automaten-Sammlung, Quelltext und andere Daten umfassend, zur dauerhaften Archivierung.

#### Computer History Museum
Ca. 2010 begann das Computer History Museum mit der Archivierung von Quelltext wichtiger Software, beginnend mit MacPaint 1.3, welches von Apple Inc. freigegeben wurde. 2012 folgte der Quelltext der Programmiersprache APL. Im Februar 2013 stiftete Adobe Inc. den Photoshop-1.0.1-Quelltext für die Sammlung, im November 2013 folgte von Apple Inc. der Apple DOS Quelltext. Der Quelltext wird der Öffentlichkeit unter einer eigenen nicht-kommerziellen Lizenz zum Download zur Verfügung gestellt. Am 21. Oktober 2014 folgte Xerox Altos Quelltext und andere Ressourcen.

#### MOMA
Seit 2012 versucht auch das MOMA, Computerspiele explizit mit dem Quelltext zu archivieren.

#### Archivierung durch die Fangemeinde

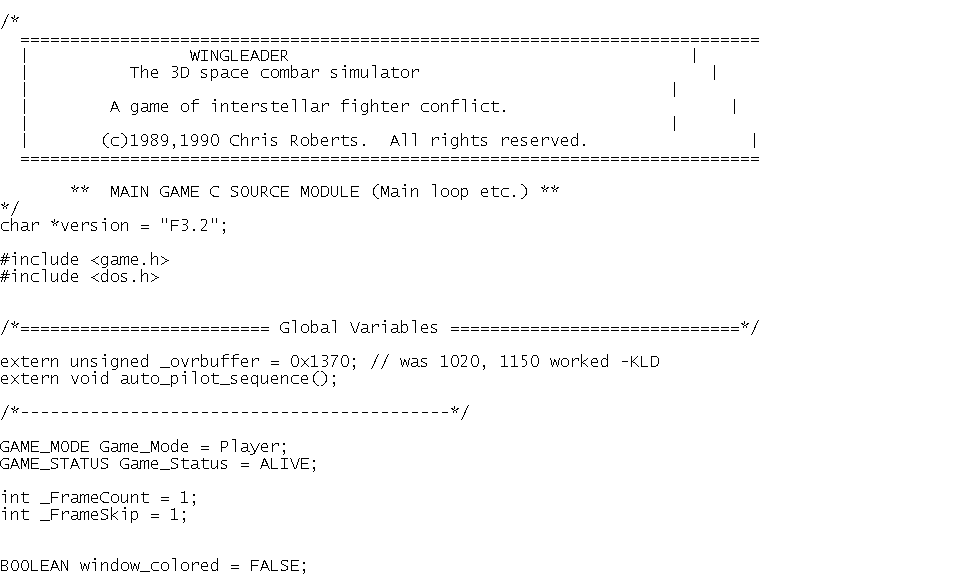
Erste Seite des 2011 an die Wing-Commander-Fangemeinde zu Archivierungszwecken übergebenen WC1-Quelltextes.

Es gibt auch den seltenen Fall, dass einer Fangemeinde eine Software zu Archivierungszwecken übergeben wird, geschehen beispielsweise 2011 mit den Quelltexten mehrerer Teile der Spieleserie Wing Commander oder Ultima 9 aus der Ultima-Serie im Jahr 2015. Im Jahr 2008 konnte Jason Scott von einer nicht genannten Infocom-Quelle ein Archiv mit allen Quelltexten der Infocom-Computerspiele erlangen, welches später beim Internet Archive zur Archivierung landete.

### Wiederveröffentlichung über die digitale Distribution
Da die Möglichkeiten der digitalen Distribution ab den 2000er-Jahren den kommerziellen Vertrieb und die Bereithaltung von Software signifikant günstiger werden ließen, begann es teilweise wieder kommerziell sinnvoll zu werden, Abandonware zu vertreiben. Eine Vorreiterrolle im Computerspielbereich in dieser Hinsicht hat der Anbieter GOG.com (ehemals Good Old Games), welcher ab 2008 begann, die Rechtsinhaber von Abandonware-Spielen ausfindig zu machen, um die Spiele dann legal und auch technisch aufbereitet wiederveröffentlichen zu können. Beispielsweise im Februar 2013 konnte gog.com den wegen komplizierter Lizenzverhältnisse seit ca. 10 Jahren nicht mehr veröffentlichten Titel System Shock 2 aus dem Zustand Abandonware holen. Als weiteres Beispiel wurde im Dezember 2013 der seit ca. 10 Jahren nicht mehr veröffentlichte Titel Conquest: Frontier Wars über gog.com wieder verfügbar, einschließlich des Quelltextes.

## Reaktionen auf den Support-Ausfall

### Software-Support durch die Nutzergemeinde
Teilweise versucht die Nutzergemeinde nach dem Ende des offiziellen Supports, der mit dem Status Abandonware eintritt, notwendige Anpassungen (z. B. für Kompatibilität zu neuer Hardware oder Betriebssystemen) an der Software selbst vorzunehmen. Da jedoch typischerweise weder die Entwicklungswerkzeuge noch der Quelltext der Software vorliegt, ist dies ein schwieriges und aufwändiges Unterfangen. Nichtsdestotrotz gelingt es einigen Softwarecommunities über die Mittel des Debugging, des Reverse Engineering von Daten- und Dateiformaten sowie binären Anpassungen an den ausführbaren Dateien selbst, mit inoffiziellen Patches den Support selbst aufrechtzuerhalten. Beispiele für Communitysupport über selbst erstellte Patche sind Fallout 2, Vampire: The Masquerade – Bloodlines oder auch Windows 98, zu weiteren Beispielen siehe den Artikel Inoffizieller Patch.
Beispielsweise 2012 als das Multiplayer-Computerspiel Supreme Commander: Forged Alliance Abandonware wurde, als der offizielle Multiplayer-Server und Support heruntergefahren wurden, übernahm die Spielgemeinde selbst den Support über einen eigenentwickelten Multiplayer-Server und -Client.
Bei Nicht-PC- oder sehr früher PC-Software wird anstelle einer Anpassung oder Portierung versucht, sich mit teils eigens entwickelten Emulatoren zu behelfen, um eine Ausführbarkeit der Software zu erhalten. Beispiele hierfür sind MAME, ein Emulatorsystem für viele Arcade-Automaten, VICE, ein Emulator für Commodore-8-Bit-Computer wie den C64 (den meistverkauften, nur voll kompatibel weiterentwickelten Computer der Geschichte), der UAE für den Heimcomputer Commodore Amiga oder DOSBox für Software aus der DOS-Ära.

### Freigabe des Quellcodes
Manchmal gelingt es Benutzercommunities, den Hersteller am Ende des Supportzeitrahmens davon zu überzeugen, den Quelltext einer Software freizugeben, anstatt sie Abandonware werden zu lassen. Damit hat die Anwendergemeinde die Möglichkeit, den Support effektiv selbst zu übernehmen. Der Unterschied zu einer Freigabe der gesamten Software (z. B. als Freeware) ist häufig, dass Artwork und Daten nicht freigegeben werden, sondern in einer kommerziell erworbenen Version vorhanden sein müssen, um eine lauffähige Software zu erhalten. Diese Quelltextfreigaben geschehen unter verschiedenen Lizenzen, teilweise unter Open-Source-Lizenzen, teilweise unter eigenen Lizenzen, die eine kommerzielle Nutzung einschränken, teilweise aber auch als Public Domain, was jegliche Verwendung und Anpassung erlaubt. Die Hersteller id Software und 3D Realms gehören zu den ersten Herstellern, welche dieses Vorgehen propagiert und durchgeführt haben, aber beispielsweise auch der leitende Entwickler von Falcon 4.0, Kevin Klemmick, sprach sich 2011 für die Verfügbarmachung des Quelltextes von auslaufender Software aus:

“I honestly think this [source code release] should be standard procedure for companies that decide not to continue to support a code base.”

„ich denke ganz ehrlich, dass dies [die Verfügbarmachung des Quelltextes] das Standardvorgehen in Firmen sein sollte, welche sich entscheiden eine Quelltextbasis nicht mehr zu unterstützen“

Bekannte Beispiele sind daher viele Titel von id Software und 3D Realms, aber auch einzelne Spiele anderer Entwickler wie Homeworld oder Myth II.
Großer Vorteil der Verfügbarkeit des Quelltextes ist die Möglichkeit der Portierung auf aktuelle Plattformen, z. B. Myth II auf Linux oder Jagged Alliance 2 auf Android. Für weitere Spiele-Software, für die der Quelltext freigegeben wurde, siehe Liste kommerzieller Computerspiele mit veröffentlichtem Quelltext.
Ein wichtiges Beispiel für eine erfolgreiche Quelltext-Freigabe von allgemeiner Software ist der Internet-Browser Netscape Communicator, der am 31. März 1998 von Netscape Communications freigegeben wurde. Dieser wurde an die Mozilla Foundation übergeben, die ihn bis heute weiterentwickelt, und bildet die Basis für viele Browser, z. B. für den Firefox. Ein weiteres Beispiel ist die Bürosoftware StarOffice, die von Sun Microsystems im Oktober 2000 freigegeben wurde und als OpenOffice/LibreOffice-Suite bis heute (Stand Januar 2015) weiterentwickelt wird.

## Rechtslage

### Berner Übereinkunft
In Ländern, die der Berner Übereinkunft beigetreten sind, unterliegt das Kopieren von Software und Computerspielen, auch dann, wenn der Urheber Ausländer ist, dem Schutz der jeweiligen nationalen Gesetze. Die revidierte Berner Übereinkunft garantiert eine minimale Schutzdauer von mindestens fünfzig Jahren über den Tod des Urhebers (post mortem auctoris) hinaus.

### Deutschland
In Deutschland sind Urheberrechtsgesetz und ggf. Kunsturhebergesetz die einschlägigen Normenkomplexe, die u. a. das Recht zum Vervielfältigen und Verbreiten von Werken regeln.

### USA
In den USA verbietet der DMCA Techniken wie das Reverse Engineering und kann dort damit die Erhaltung digitaler Werke erschweren. Im Oktober 2003 ließ der US-Kongress jedoch vier Zusätze zum DMCA passieren, welche u. a. den Zweck der Archivierung als zeitlich begrenzte Ausnahme definierten.

„3. Computer programs and video games distributed in formats that have become obsolete and which require the original media or hardware as a condition of access. ...The register has concluded that to the extent that libraries and archives wish to make preservation copies of published software and videogames that were distributed in formats that are (either because the physical medium on which they were distributed is no longer in use or because the use of an obsolete operating system is required), such activity is a noninfringing use covered by section 108(c) of the Copyright Act.“

Im November 2006 wurde für die Library of Congress der USA einer dauerhaften Ausnahme bezüglich des DMCA zugestimmt, welche das Umgehen eines Kopierschutzes von Software erlaubt, wenn diese nicht länger vom Urheberrechtsinhaber verkauft oder unterstützt wird.